# Équipe de Tunisie de football en 2000
L'équipe de Tunisie de football connaît une année 2000 marquée par la déception en raison de son parcours dans la coupe d'Afrique des nations. Qualifiée en demi-finale elle se fait étriller par l'équipe du Cameroun (0-3) puis rate la troisième place aux tirs au but.
Cependant, elle reprend victorieusement les tours qualificatifs de la coupe du monde et de la coupe d'Afrique des nations 2002.

## Matchs

### Rencontres internationales
| Date             | Stade                                     | Adversaire     | Score                 | Comp                | Buteurs tunisiens                                                             |
| 7 janvier 2000   | Stade olympique d'El Menzah, Tunisie      | Togo           | 7-0                   | A                   | A. Sellimi 12e, 33e, Azaiez 20e, M. Kanzari 36e, 39e, Boukadida 52e, Baya 68e |
| 23 janvier 2000  | Lagos, Nigeria                            | Nigeria        | 2-4                   | CAN (1er tour)      | A. Sellimi 48e, Baya 89e                                                      |
| 29 janvier 2000  | Lagos, Nigeria                            | Maroc          | 0-0                   | CAN (1er tour)      |                                                                               |
| 3 février 2000   | Kano, Nigeria                             | Congo          | 1-0                   | CAN (1er tour)      | Jaïdi 18e                                                                     |
| 7 février 2000   | Kano, Nigeria                             | Égypte         | 1-0                   | CAN (1/4 de finale) | Badra 21e (pen.)                                                              |
| 10 février 2000  | Accra, Ghana                              | Cameroun       | 0-3                   | CAN (1/2 finale)    |                                                                               |
| 12 février 2000  | Accra, Ghana                              | Afrique du Sud | 2-2 (3-4 tirs au but) | CAN (3e place)      | Zitouni 27e, 90e                                                              |
| 12 mars 2000     | Birmingham, Royaume-Uni                   | États-Unis     | 1-1                   | A                   | M. Kanzari 78e                                                                |
| 7 avril 2000     | Nouakchott, Mauritanie                    | Mauritanie     | 2-1                   | QCDM                | Jaïdi 66e, Gabsi 78e                                                          |
| 23 avril 2000    | Stade olympique d'El Menzah, Tunisie      | Mauritanie     | 3-0                   | QCDM                | Z. Jaziri 25e, I. Mhadhbi 49e, Bilel Sidibé 16e (csc)                         |
| 11 juin 2000     | Stade olympique d'El Menzah, Tunisie      | Sénégal        | 4-1                   | A                   | Gabsi 55e, Ghodhbane 65e, I. Mhadhbi 68e, Sellami 85e                         |
| 18 juin 2000     | Abidjan, Côte d'Ivoire                    | Côte d'Ivoire  | 2-2                   | QCDM                | I. Mhadhbi 68e, Ghodhbane 65e                                                 |
| 28 juin 2000     | Stade Chedly-Zouiten, Tunisie (huis clos) | Algérie        | 2-2                   | A                   | I. Mhadhbi 58e, 70e                                                           |
| 8 juillet 2000   | Stade olympique d'El Menzah, Tunisie      | Madagascar     | 1-0                   | QCDM                | Baya 45e                                                                      |
| 3 septembre 2000 | Nairobi, Kenya                            | Kenya          | 0-0                   | QCAN                |                                                                               |
| 7 octobre 2000   | Stade olympique d'El Menzah, Tunisie      | Gabon          | 4-2                   | QCAN                | Z. Jaziri 3e, Jaïdi 42e, Gabsi 58e, Thabet 73e                                |
| 15 novembre 2000 | Stade olympique d'El Menzah, Tunisie      | Suisse         | 1-1                   | A                   | Bouazizi 67e                                                                  |

### Matchs de préparation
| Date            | Stade               | Adversaire                                         | Score | Comp | Buteurs tunisiens                                                      |
| 5 janvier 2000  | Fuengirola, Espagne | Unión Deportiva Fuengirola Los Boliches ( Espagne) | 8-1   | A    | Ghodhbane (3 buts), A. Sellimi (2 buts), Zitouni (2 buts), H. Trabelsi |
| 14 janvier 2000 | Amsterdam, Pays-Bas | Ajax Amsterdam ( Pays-Bas)                         | 2-1   | A    | M. Kanzari, Zitouni                                                    |
| 18 janvier 2000 | Accra, Ghana        | Ghana                                              | 0-2   | A    |                                                                        |

## Source
- Mohamed Kilani, « Équipe de Tunisie : les rencontres internationales », dans Guide-Foot 2010-2011, Tunis, Imprimerie des Champs-Élysées, 2010.